# Bugatti

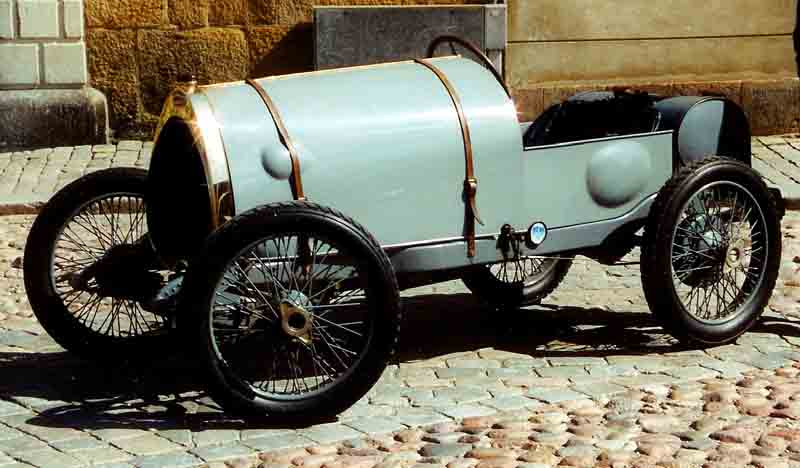
Bugatti Type Brescia 13 Sport-Racing 1922

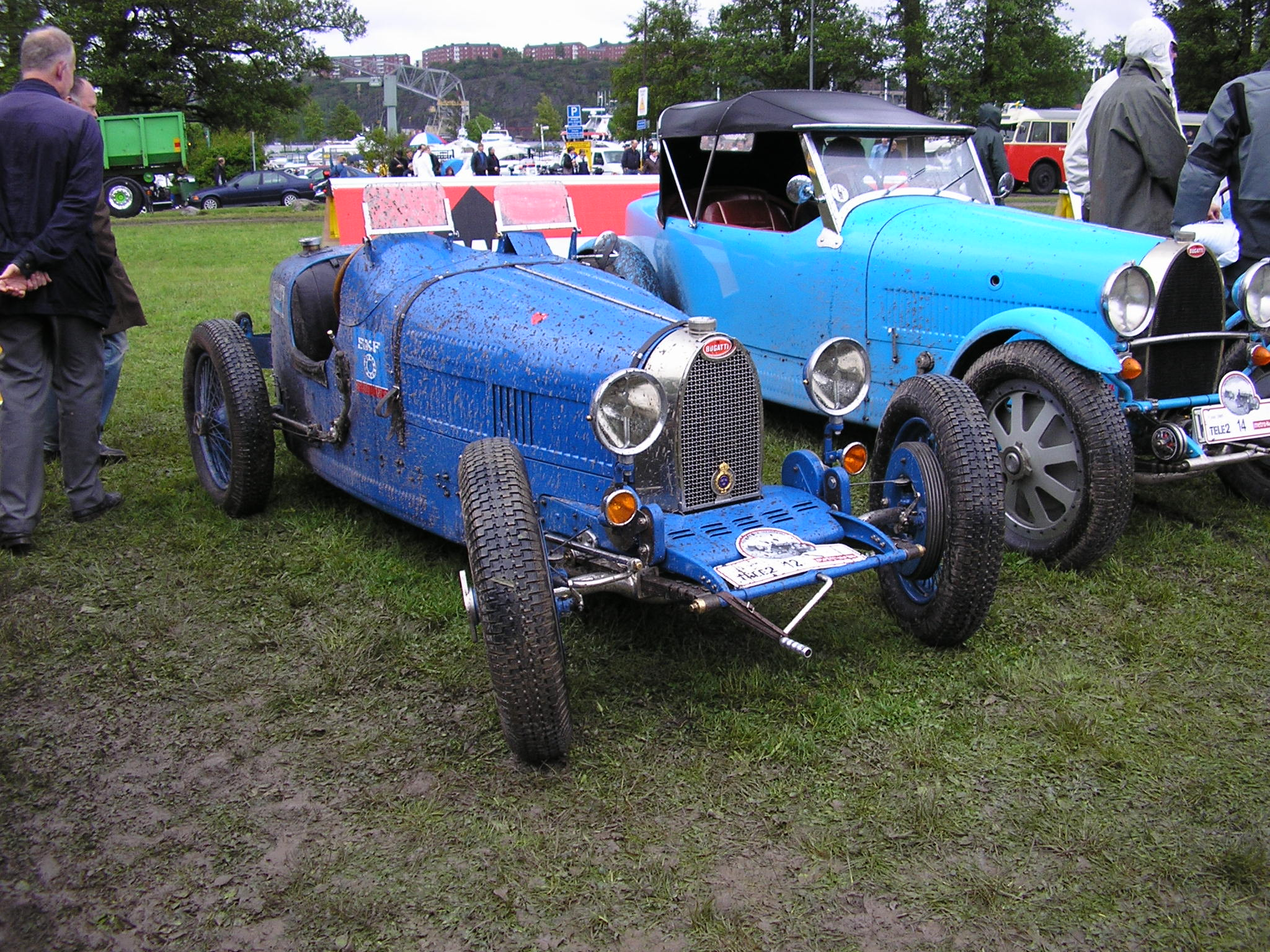
Bugatti T 37 (vänster) och en T 43

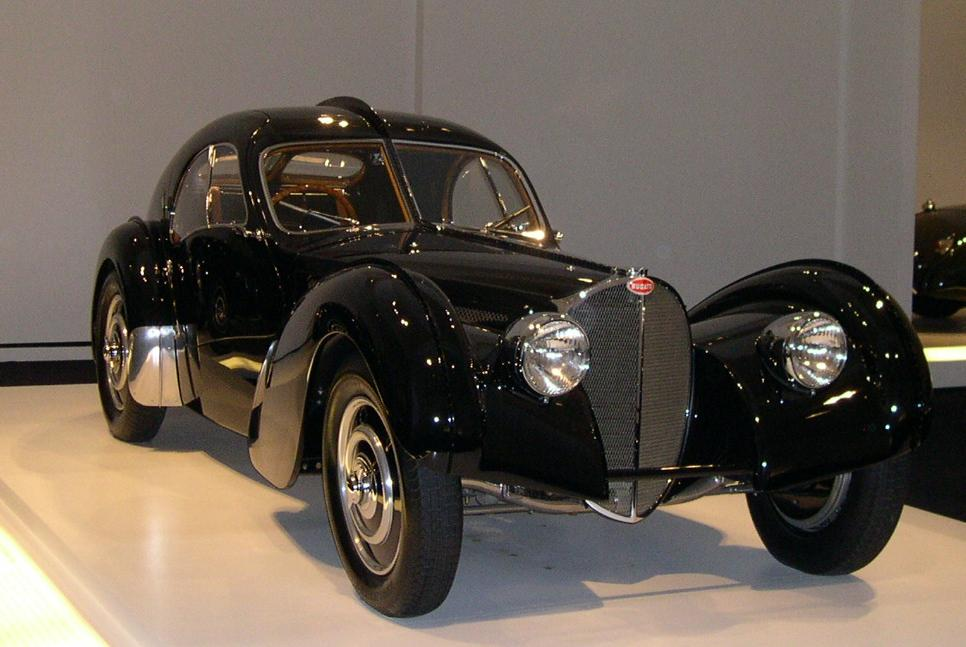
Type 57SC Atlantic 1938

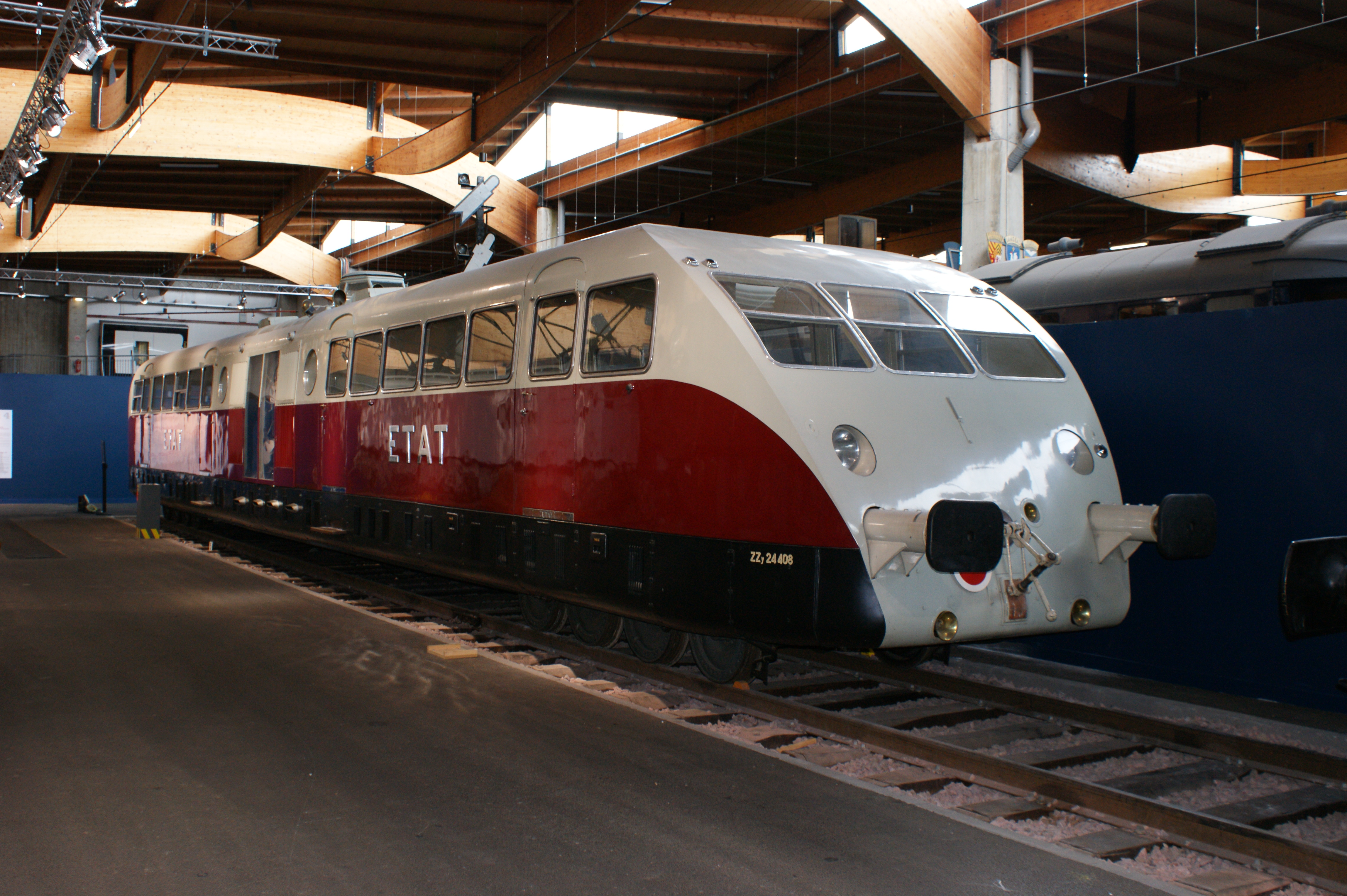
Bugatti Rälsbuss 1933

En Bugatti Type 40 coupe i Sverige år 1967.

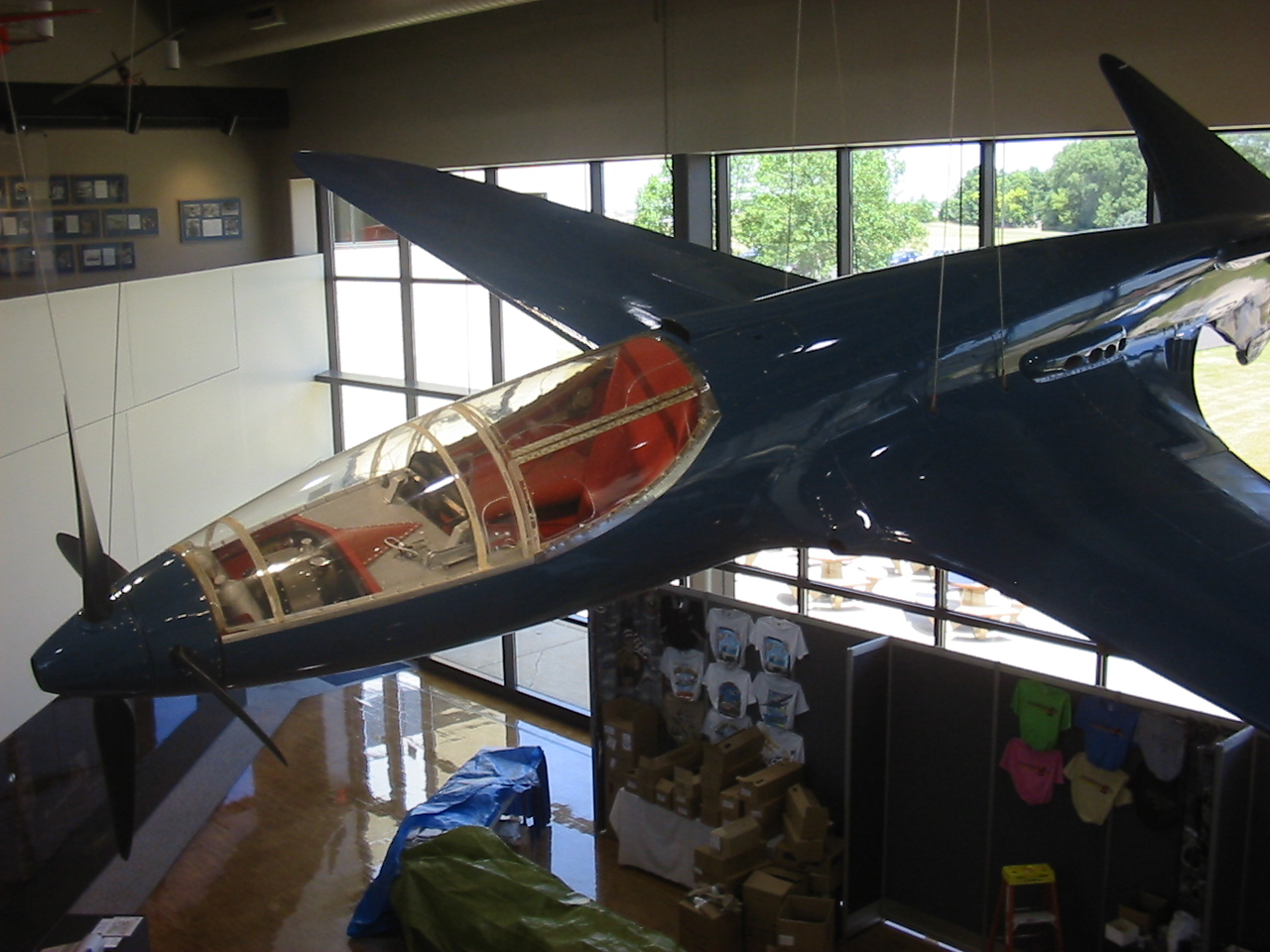
Bugatti 100 Racing Plane 2005

Automobiles Ettore Bugatti var en fransk biltillverkare som tillverkade sport- och lyxbilar samt olika tävlingsbilar. Företaget grundades 1909 i den dåvarande tyska staden Molsheim, Alsace, av italiensk-franska Ettore Bugatti. Bugattis bilar var framför allt kända för sin design och sina många framgångar i racing. Kända modeller är bland annat Type 35 Grand Prix, Type 41 Royale, Type 57 och Type 55.
Ettore Bugatti dog 1947 och hans son Jean Bugatti, som även han var bilkonstruktör och formgivare, dog redan 1939, och företaget hade ingen som kunde ta över ledarpositionen. Endast drygt 8 000 bilar hade byggts sedan starten och företaget hade stora problem ekonomiskt. Bugatti släppte sin sista modell på 1950-talet och på 1960-talet köptes flygdivisionen upp.
Under 1990-talet återupptog den italienska entreprenören Romano Artioli bolaget, Bugatti Automobiles, och började tillverka exklusiva sportbilar igen. Idag äger Volkswagen AG rättigheterna till namnet.

## Historik
De flesta Bugattimodeller känns igen på sin blå färg och sin karaktäristiska kylarmaskering. Den blå färgen är Frankrikes nationalfärg inom bilracing. Bugatti hade stora framgångar på tävlingsbanorna under 1920- och 1930-talen.
Under depressionen övergick man till en huvudsaklig tillverkning av motordressiner. Samtidigt experimenterade man med nya bilmodeller som vara avsedda att lanseras hösten 1939. Under den tyska ockupationen av Frankrike omlades produktionen till tillverkning av amfibiebilar och rörelsen flyttades under namnet Trippel-Werke tillfälligt till Paris.
Företaget fick dock aldrig upp farten igen efter andra världskriget, då stor del av utrustningen förts bort från fabriken i Molsheim eller förstörts under kriget. De sista bilarna avsedda för försäljning tillverkades 1951. Under resten av 1950-talet arbetade man utan framgång med olika tävlingsvagnar som skulle blåsa nytt liv i märket, men i början av 1960-talet tvingades man lägga ned verksamheten.
I slutet av 1980-talet köpte den italienska affärsmannen Romano Artioli rättigheterna till namnet Bugatti och återupplivade märket i och med lanseringen av modellen Bugatti EB110, som byggdes i en fabrik i Italien. Det dröjde till ett par år in på 1990-talet innan modellen började säljas och den ekonomiska lågkonjunkturen ledde till dålig försäljning. Volkswagen köpte företaget, Bugatti Automobiles, i mitten av 1998 och erhöll i och med det de internationella märkesrättigheterna.  Köpet genomfördes av dåvarande högste chefen Ferdinand Piëch, som för övrigt är barnbarn till Ferdinand Porsche.

## Historiska modeller

### Modeller för andrabiltillverkare
- 1900 Bugatti Type 2, prototyp för De Dietrich
- 1902-04 Bugatti Type 3, för De Dietrich
- 1903-04 Bugatti Type 4, för De Dietrich
- 1903 Bugatti Type 5, prototyp för Mathis
- 1904-06 Bugatti Type 6, för Mathis
- 1904-06 Bugatti Type 7, för Mathis
- 1907-14 Bugatti Type 8, för Deutz
- 1907-14 Bugatti Type 9, för Deutz
- 1912 Bugatti Type 19, motor för Peugeot "Bébé"

### Tävlingsvagnar
- 1912-14 Bugatti Type 18
- 1920-26 Bugatti Type 13 Brescia
- 1920-26 Bugatti Type 23 Brescia
- 1924-30 Bugatti Type 35
- 1926-30 Bugatti Type 37
- 1926-29 Bugatti Type 39
- 1929-30 Bugatti Type 45, sextoncylindriga prototyper
- 1931-35 Bugatti Type 51
- 1931-32 Bugatti Type 53
- 1931-34 Bugatti Type 54
- 1934-36 Bugatti Type 59
- 1955-56 Bugatti Type 251, åttacylindriga prototyper för formel 1
- 1957-62 Bugatti Type 252, fyrcylindriga prototyper för sportvagnsracing

### Landsvägsvagnar
- 1908 Bugatti Type 10, prototyp
- 1910-26 Bugatti Type 13
- 1910-13 Bugatti Type 15
- 1910-13 Bugatti Type 17
- 1913-26 Bugatti Type 22
- 1913-26 Bugatti Type 23
- 1921 Bugatti Type 28, prototyp
- 1922-26 Bugatti Type 30
- 1926-27 Bugatti Type 38
- 1926-30 Bugatti Type 40
- 1927-33 Bugatti Type 41 "Royale"
- 1927-31 Bugatti Type 43
- 1927-31 Bugatti Type 44
- 1929-36 Bugatti Type 46 "Petite Royale"
- 1930-34 Bugatti Type 49
- 1930-34 Bugatti Type 50
- 1931-36 Bugatti Type 56, elbilar som användes på fabriksområdet
- 1932-35 Bugatti Type 55
- 1934-39 Bugatti Type 57
- 1939 Bugatti Type 64, 4,4-liters prototyper baserade på Type 57
- 1943-47 Bugatti Type 73, fyrcylindriga 1,5-liters prototyper
- 1951 Bugatti Type 101